# Корухо, Матиас
Мати́ас Кору́хо (исп. Mathías Corujo Díaz; род. 8 мая 1986, Саусе, департамент Канелонес) — уругвайский футболист, правый защитник (латераль), выступавший за сборную Уругвая.

## Биография
Корухо является воспитанником «Монтевидео Уондерерс», в котором в 2006 году дебютировал в профессиональном футболе. Спустя год вместе со «странниками» завоевал право представлять Уругвай в Кубке Либертадорес 2008 (благодаря выходу в финал Лигильи 2007).
В 2010 Корухо был отдан в аренду в «Пеньяроль». Первый гол за «ауринегрос» он забил довольно скоро, 8 сентября, в матче чемпионата Уругвая в ворота «Мирамар Мисьонеса». В следующем году Корухо принял участие в розыгрыше Кубка Либертадорес и помог Пеньяролю выйти в финал этого турнира впервые за 24 года, но уругвайский клуб уступил титул бразильскому «Сантосу». Гол Корухо «бисиклетой» (в падении через себя) в ворота «Ливерпуля» был признан лучшим по итогам сезона 2010/2011 чемпионата Уругвая.
В июле 2011 года Корухо перешёл в «Серро Портеньо», с которым латераль выиграл два чемпионата Уругвая — Апертуру 2012 и Клаусуру 2013.
В июле 2014 года Корухо перешёл в «Универсидад де Чили» и в первой же игре чемпионата Чили отметился на 4-й минуте забитым голом в ворота «Кобресаля». «Совы» выиграли этот матч со счётом 3:1.
В 2016—2017 годах выступал за аргентинский «Сан-Лоренсо де Альмагро». В августе 2017 года вернулся в «Пеньяроль». В 2020 году провёл свой последний сезон на профессиональном уровне за парагвайский клуб «Соль де Америка».
21 августа 2014 года Матиас Корухо впервые получил вызов в сборную Уругвая. 5 сентября Корухо дебютировал в основе Селесте в товарищеском матче против сборной Японии, который уругвайцы выиграли со счётом 2:0. Корухо сыграл 69 минут и был заменён Альваро Гонсалесом.

## Титулы и достижения
- Чемпион Уругвая (2): 2017, 2018
- Обладатель Суперкубка Уругвая: 2018
- Чемпион Парагвая (2): 2012 (Апертура), 2013 (Клаусура)
- Финалист Кубка Либертадорес: 2011